# Tom Egberink
Tom Egberink, né le 22 décembre 1992 à Hardenberg, est un joueur de tennis handisport néerlandais, professionnel depuis 2007.

## Carrière
Né sans os dans la partie supérieure d'une jambe, Tom Egberink a été amputé d'un pied en 2001 et vit depuis avec une prothèse. Après avoir joué au football, il a commencé le tennis à l'âge de 11 ans.
Son principal fait d'arme a longtemps été un titre à Wimbledon en 2012 avec Michaël Jeremiasz.
Il crée la surprise lors des Jeux paralympiques de Tokyo en 2021 en se qualifiant pour la finale après avoir battu le finaliste de Rio Alfie Hewett. Il s'incline toutefois contre le champion Shingo Kunieda. En double avec Maikel Scheffers, il décroche une médaille de bronze aux dépens de la paire japonaise.

## Palmarès

### Jeux paralympiques
- Tokyo 2020
  -  médaillé d'argent en simple messieurs
  -  médaillé de bronze en double messieurs avec Maikel Scheffers

### Tournois du Grand Chelem

#### Titre en double messieurs
| Année | Tournoi   | Partenaire        | Adversaires en finale       | Score    |
| 2012  | Wimbledon | Michaël Jeremiasz | Robin Ammerlaan Ronald Vink | 6-4, 6-2 |

### Au Masters

#### Titre en double messieurs
| Année | Lieu      | Partenaire        | Vainqueurs                      | Résultat |
| ----- | --------- | ----------------- | ------------------------------- | -------- |
| 2011  | Amsterdam | Michaël Jeremiasz | Robin Ammerlaan Stéphane Houdet | 6-4, 6-2 |